# Batizi-Pócsi Balázs
Batizi-Pócsi Balázs (Nyíregyháza, 1992. április 20. –)  magyar labdarúgó, a Pécsi MFC csatára